# Erwin Vetter

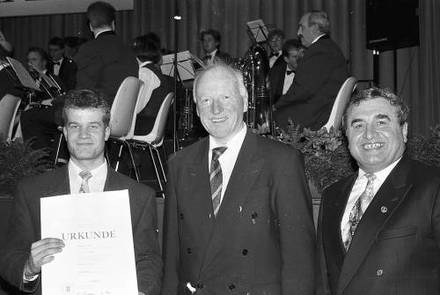
Erwin Vetter (Mitte) bei der Meisterfeier der Handwerkskammer in Offenburg, 1995

Erwin Vetter (* 23. Januar 1937 in Mannheim) ist ein baden-württembergischer Politiker der CDU.

## Ausbildung und Beruf
Erwin Vetter machte 1956 sein Abitur. Anschließend studierte er von 1956 bis 1960 Rechtswissenschaft an den Universitäten von Heidelberg und Würzburg. Das erste Staatsexamen legte er 1960 in Würzburg und das Assessorexamen (das zweite Staatsexamen) 1964 in Heidelberg ab. Seine Promotion zum Dr. iur. erfolgte 1962. 1964 begann er ein Studium an der Hochschule für Verwaltungswissenschaft in Speyer und wurde Beamter im hohen Verwaltungsdienst des Landes Baden-Württemberg in der baden-württembergischen Innenverwaltung. Dort arbeitete er im Landratsamt Tübingen, im Regierungspräsidium Karlsruhe und im Staatsministerium Stuttgart bis zum Jahr 1972, zuletzt als Regierungsdirektor. Ab 1984 war er Vorsitzender der Kommission Neue Strukturen in der öffentlichen Verwaltung. Er ist zudem Mitverfasser der Schrift Nachbarrecht in Baden-Württemberg.

## Politische Tätigkeit
Im Jahr 1972 wurde Erwin Vetter zum Bürgermeister, 1974 mit 99 % der Stimmen zum Oberbürgermeister der Stadt Ettlingen gewählt und 1982 mit gleichem Ergebnis wiedergewählt. Er nahm dieses Amt bis zu seiner Ernennung zum Umweltminister im Jahre 1987 wahr. Seine wichtigsten Aufgaben als Oberbürgermeister war eine umfassende Stadtsanierung, kulturelle Initiativen (wie z. B. die Schlossfestspiele), eine Landesgartenschau und Verbesserung der Verkehrssituation (Bau des Wattkopftunnels). Er gab die Anregung zur Gründung der Technologieregion Karlsruhe.
Im Zuge der politischen Aufarbeitung der Nuklearkatastrophe von Tschernobyl wurde in Baden-Württemberg ein Umweltministerium eingerichtet. Ministerpräsident Lothar Späth berief Erwin Vetter zum ersten Umweltminister des Landes. Dieses Amt nahm Vetter bis zur Gründung der Großen Koalition im Jahre 1992 wahr, als das Umweltministerium der SPD zufiel. Vetter übernahm die Aufgabe des Ministers im Staatsministerium mit Zuständigkeiten im Bereich der Bundespolitik, der Medienpolitik und der Europapolitik. Ab 1992 gehörte Vetter über ein Direktmandat im Wahlkreis Ettlingen für drei Legislaturperioden bis 2006 auch dem Landtag von Baden-Württemberg als Abgeordneter an.
Nach der Beendigung der Großen Koalition wurde Vetter im Jahr 1996 zum Sozialminister ernannt. Aus Altersgründen entließ ihn Ministerpräsident Erwin Teufel im November 1998 aus dem Ministeramt. Von 1998 bis 2008 leitete er als Präsident die Führungsakademie Baden-Württemberg.

## Sonstige Ämter, Ehrungen und Auszeichnungen
Erwin Vetter wurde 1987 zum Ehrenbürger der Stadt Ettlingen ernannt. 2002 wurde ihm die Verdienstmedaille des Landes Baden-Württemberg verliehen, 2006 das Bundesverdienstkreuz 1. Klasse. Im März 2019 verlieh ihm Winfried Kretschmann die Große Staufermedaille in Gold. 2022 wurde er Ritter des Gregoriusordens. Im Juli 2022 wurde der Neue Markt im Ettlinger Stadtzentrum in Erwin-Vetter-Platz umbenannt.
Stand 2011 war Vetter in über 80 Organisationen ehrenamtlich für Sport, Kultur, Soziales und Wissenschaft tätig. Unter anderem ist er Ehrenmitglied der Volksschauspiele Ötigheim und der Josef-Saier-Stiftung Baden-Baden, Mitglied im Kuratorium der Hochschule Karlsruhe – Technik und Wirtschaft, Senator e. H. der Dualen Hochschule Karlsruhe, Mitglied im Stiftungsrat des Zentrums für Kunst und Medien Karlsruhe, Mitbegründer der Schlossfestspiele Ettlingen und Ehrenmitglied des Badischen Chorverbands. Er ist Vorsitzender des „Freundeskreises Emil Wachter“ und des Kuratoriums der Akademie der älteren Generation in Karlsruhe. Er war Vorsitzender des Hörfunkrats von Deutschlandradio, Aufsichtsratsvorsitzender der Karlshochschule und bis 2017 Schirmherr von „Pulmonale Hypertonie e.V“.

## Familie und Privates
Erwin Vetter, Sohn von Else Vetter, geborene Tresch, und des Bahnbeamten Karl Vetter, ist römisch-katholisch. Er ist seit 1962 verheiratet mit Rosmarie Vetter, geborene Fischer, und Vater von zwei erwachsenen Kindern (Sigrid und Winfried). Seit seiner Studentenzeit ist Vetter aktives Mitglied der katholischen Studentenverbindungen K.St.V. Normannia Würzburg und Eckart Mannheim im KV.